# 사료
사료(史料)는 역사적 자료의 준말로서 역사를 고찰하는데 있어서 단서가 되는 모든 자료를 의미한다. 종이에 문자로 적어진 문헌이나, 고고학 상의 유구(遺構)·유물·유적, 이미지 사료가 되는 회화, 사진, 구술 역사(oral history), 전승 등을 포함한다. 역사가가 역사를 연구·기술할 때에 이용하는 모든 것이 사료이다. 교차 검증, 유물 데이터 분석 등을 통해 각 나라마다 학계에 의해 그 객관성을 인정받은 1차 사료를 기적반으로 한 공인된 사료가 있는데, 이를 공인 사료라고 한다.

## 종류

### 1차 사료
자연적인 형태적 특성, 지형 및 수로 구조, 인간의 개입, 건물, 기반 시설, 고고학적 발견은 과거의 용도와 정착 형태를 보여주는 물질적 원천이다. 문학적 설명, 예술적 이미지, 지도 제작 증언은 언어로 제공된다. 아니면 이를 생산한 역사적 주체가 지시하는 다른 정보를 제공할 수 있는 상징적 출처로 제공된다. 역사학 종합 프로젝트는 다학제적 조사 노력의 일환으로 다양한 범주의 출처를 통합해야 한다.

### 2차 사료
이러한 유형의 사료에는 일반적으로 1차 사료에 대한 평가가 포함된다.

## 같이 보기
- 문헌학
- 고문서학